# ماركوس بيريز (لاعب كرة قدم، مواليد 1993)
ماركوس بيريز (بالإسبانية: Marcos Leonel Perez)‏ (10 مايو 1993 بروساريو في الأرجنتين - ) هو لاعب كرة قدم أرجنتيني في مركز الوسط. لعب مع نيولز أولد بويز.

## وصلات خارجية
- ماركوس بيريز على موقع قاعدة بيانات كرة القدم.إي يو (الإنجليزية)
- ماركوس بيريز على موقع Soccerway.com (الإنجليزية)